# Giordane
Giordane, o Giordano (in latino Iordanes; fl. 550 circa), è stato uno storico bizantino di lingua latina del VI secolo.

## Biografia
Di probabile origine gotica o comunque associatosi a questo popolo, fu notarius (segretario) del goto Guntige, un alto funzionario della corte di Costantinopoli. Seguì Guntige in Italia durante la guerra gotica, e potrebbe essere identificato con l'omonimo vescovo di Crotone. Ad ogni modo, le notizie sulla sua vita sono assai scarse, ricavabili unicamente da pochi passi delle sue opere.

## Opere
Scrisse verso il 552 il De origine actibusque Getarum, un riassunto della perduta Storia dei Goti di Cassiodoro in dodici libri, noto anche come Getica, la cui prima edizione critica fu pubblicata da Theodor Mommsen nei Monumenta Germaniae Historica. La maggiore differenza tra l'opera di Giordane e quella di Cassiodoro sta nel fatto che il secondo scrisse per glorificare Teodorico e la sua stirpe, mentre il primo, mostrando la tradizione e la forza dei Goti, per accrescere la fama delle gesta di Giustiniano I (527-565), loro vincitore.
Altra opera di Giordane è il De summa temporum vel origine actibusque gentis Romanorum, più noto come Romana (anch'essi editi dal Mommsen), una storia universale, dalle origini al tempo presente (547), con particolare attenzione al popolo romano. Come esplicitato dall'autore, l'opera vuole essere - sulla tradizione di Agostino - una storia dei dolori umani, al fine di spingere alla conversione.

## Controversie
Molti storici romeni e statunitensi hanno sollevato diversi dubbi sull'attribuzione da parte di Giordane delle notizie contenute nella sua opera ai Goti. Secondo questi studiosi lo storico goto avrebbe attribuito ai Goti notizie invece riferite ai Geti. Numerosi dati storici relativi ai Geti, oltreché ai Daci, sarebbero stati erroneamente attribuiti ai Goti. La genesi di questa identificazione Goti/Geti (probabilmente dovuta all'assonanza dei due nomi e alla vicinanza geografica dei due popoli) non è tuttavia da ricondurre a Giordane (o a Cassiodoro), bensì risale molto più indietro nel tempo, e nel VI secolo era  diventata "canonica". Questo vuol dire che l'affidabilità di Giordane in quanto fonte sulle origini della storia dei Goti è sospetta, sebbene la riproduzione di questa tradizione sia interessante per quanto riguarda l'auto-rappresentazione dei sovrani gotici (o la loro fama presso altri popoli che hanno fatto propria questa discendenza).